# Калюжная, Мария Васильевна
Мария Васильевна Калю́жная (1864 год, Лебедин, Харьковская губерния, Российская империя — 7 ноября 1889, Карийская каторга) — русская революционерка, член партии «Народная воля», террористка. Сестра революционера Ивана Калюжного, золовка революционерки Надежды Смирницкой.

## Биография
Родилась в семье купца 2-й гильдии. Училась в 1-й харьковской женской гимназии, с 1880 года в гимназии уездного города Ромны (Полтавская губерния). За неуспеваемость исключена из VI класса, так и не окончив гимназию. Попала под влияние окружения брата Ивана и сблизилась с народовольцами. В декабре 1882 года переехала из Ахтырки, где жила с матерью, в Одессу. Была «прислугой» у «хозяев» — мужа и жены Дегаевых на квартире, в которой находилась типография «Народной Воли».
18 декабря 1882 года при обыске в квартире, где размещалась типография была арестована. Выслана административно к матери в Ахтырку (Харьковская губерния), однако вскоре скрылась. Проживала в Санкт-Петербурге и Харькове на нелегальном положении. В феврале 1884 года прибыла в Одессу и устроилась в частную школу Лесевицкого в качестве ученицы, где пыталась организовать кружок среди воспитанниц школы. После разоблачения Дегаева, который был для неё авторитетным членом Исполнительного комитета «Народной воли», и появления публикаций об измене в революционных изданиях, впала в отчаяние. В результате душевного надлома приняла единоличное решение совершить покушение на начальника Одесского губернского жандармского управления полковника А. М. Катанского. 8 августа 1884 года на приёме в жандармском управлении стреляла в Катанского из револьвера. Катанский остался жив и продолжил свою деятельность. Была немедленно арестована. 29 августа 1884 году Одесским военно-окружным судом признана виновной и приговорена к 20 годам каторжных работ на заводах. Пыталась покончить с собой в тюремной камере через несколько дней после оглашения приговора.
Заключение отбывала на Карийской каторге, где была одной из непримиримых политических каторжанок. После телесного наказания одной из осужденной Н. К. Сигиды (Малаксиано), в знак протеста приняла смертельную дозу морфия 6 ноября 1889 года вместе с Ковалевской М. П. и Смирницкой Н. С. Умерла 7 ноября 1889 года.
Узнав об этом событии, отравились 16 заключенных в мужской политической тюрьме, при этом Иван Калюжный (брат М. В. Калюжной) и С. Н. Бобохов умерли.

## Обвинения в предательстве
Чтобы дезориентровать революционное подполье, власти старались заронить в нём подозрения против непримиримых и фанатичных революционеров, маскируя тем самым предателей. Жертвой такой же провокации стала и Калюжная.
Ссылаясь на «некоторые данные» (явно пущенные в ход властями), народовольцы в № 11-12 своего органа газеты «Народная воля» напечатали, что Калюжная, «вероятно, купила свободу ценой предательства, как и Дегаев», а после освобождения «действовала в роли агента-подстрекателя», устраивая кружки женской молодёжи, и только после оглашения в революционных изданиях дегаевщины «в ней заговорила совесть, и она решилась искупить своё позорное поведение, пожертвовав своей жизнью».
Однако спустя три года Бурцев В. Л. печатно объявил, что «некоторые из издателей номера» просили его «опровергнуть эту заметку, которая появилась вследствие незнания ими подробностей дела. Калюжная в предательстве Дегаева не участвовала…».
Действительно, сохранившиеся в архивах документы свидетельствуют, что на следствии и суде, а потом на каторге Калюжная вела себя по меркам революционеров, достойно.